# Samo, Kalabrija
Samo je mesto v južnoitalijanski pokrajini Kalabriji. Nahaja se okoli 10 km od obale na nadmorski višini 390 m v bližini narodnega parka Aspromonte. Stalnih prebivalcev je okoli 1.090, precej več v sezoni dopustov. 